# Campionato europeo maschile under 20 di pallavolo 1979
Il campionato europeo juniores di pallavolo maschile 1979 si è svolto dal 6 al 12 agosto 1979 a Porto, Viana do Castelo e Barreiro, in Portogallo. Al torneo hanno partecipato 12 squadre nazionali europee e la vittoria finale è andata per la settima volta consecutiva all'Unione Sovietica.

## Regolamento
Le dodici sono state divise in tre gironi: al termine della prima fase, le prime due classificate di ogni girone hanno acceduto al girone per il primo posto, mentre le ultime due classificate hanno acceduto al girone per il settimo posto.

## Gironi
| Girone A                                     | Girone B                               | Girone C                                  |
| -------------------------------------------- | -------------------------------------- | ----------------------------------------- |
| Cecoslovacchia Italia Jugoslavia Paesi Bassi | Germania Est Portogallo Romania Spagna | Bulgaria Francia Polonia Unione Sovietica |

## Classifica finale
| Classifica | Squadre          |
| ---------- | ---------------- |
|            | Unione Sovietica |
|            | Bulgaria         |
|            | Germania Est     |
| 4          | Cecoslovacchia   |
| 5          | Italia           |
| 6          | Spagna           |
| 7          | Jugoslavia       |
| 8          | Polonia          |
| 9          | Francia          |
| 10         | Romania          |
| 11         | Paesi Bassi      |
| 12         | Portogallo       |